# Korejská pravoslavná církev

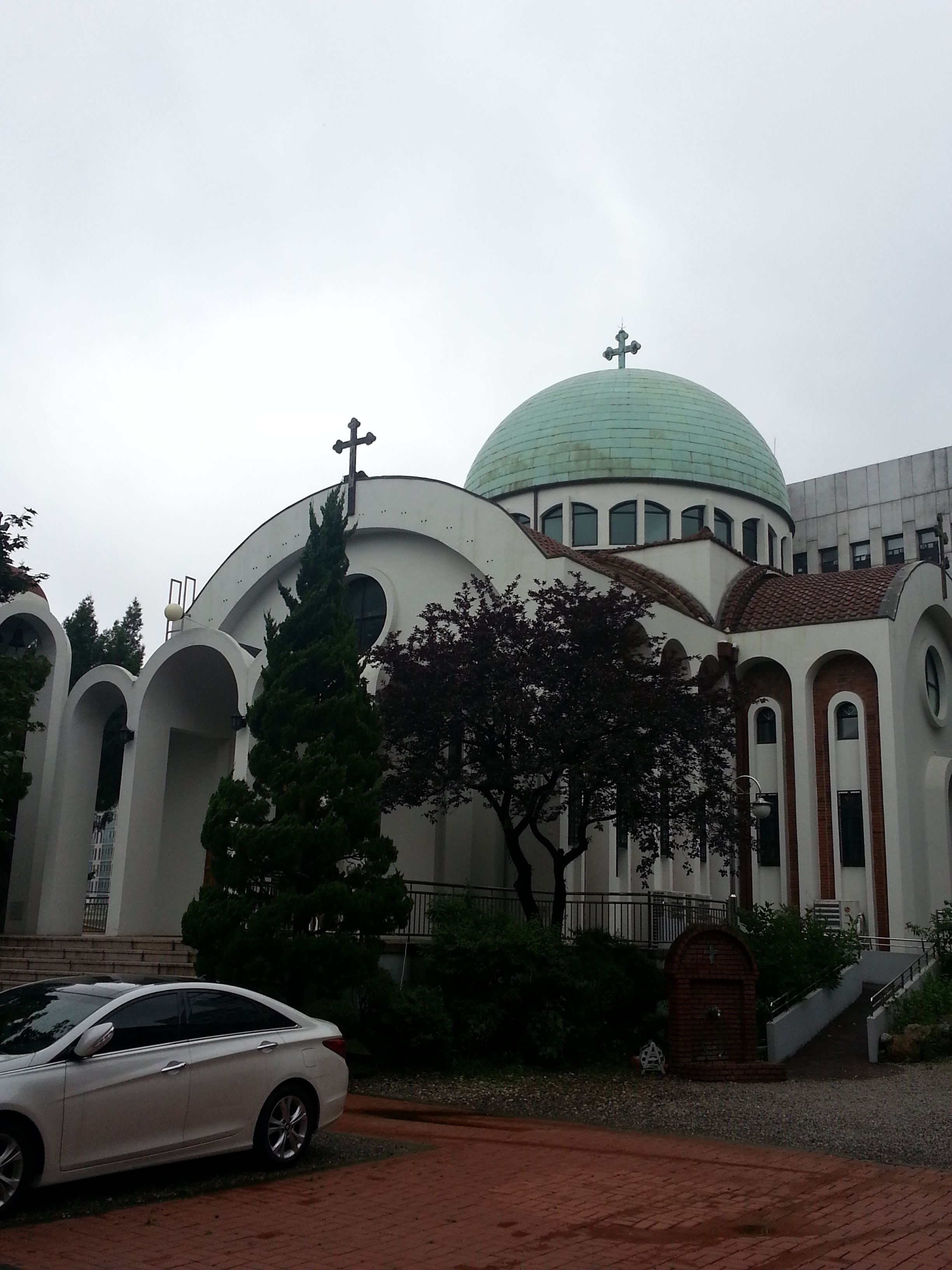
Průčelí katedrály svatého Mikuláše v Soulu.

Korejská pravoslavná církev (korejsky 한국 정교회) je jurisdikce Ekumenického patriarchátu v Koreji. Církev je součástí společenství pravoslavných církví. Jedná se o pravoslavnou autonomní církev. 

## Historie
Roku 1897 se Ruská pravoslavná církev rozhodla poslat misionáře do Korey na základě rozhodnutí Svatého synodu v červenci 1897. Archimandrita Ambrož Gudko vedl tři osoby týmu, ale bylo mu odmítnuto povolení ke vstupu do země.
Roku 1900 při příznivější atmosféře mezi Ruskem a Koreou byli misionáři posláni podruhé úspěšně, ale pod vedením archimandrity Chrysanta Ščetkovského, který začal vynikajícím úspěchem v Soulu. V Koreji se spojil s hierodiakonem Mikulášem Alexejevem a Jonášem Leftšenkem. Dne 17. února 1900 byla v provizorní kapli odsloužena první pravoslavná liturgie na Korejském poloostrově.
První pravoslavný kostel byl postaven roku 1903 v Jung Dong, v centrální oblasti Soulu a byl zasvěcen svatému Mikuláši. Nicméně, s japonskou okupací Koreje v průběhu let 1910–1945 přišlo intenzivní období pronásledování pravoslavných křesťanů. Navzdory pronásledování byl roku 1912 vysvěcen první korejský kněz Ioannis Kang.
V listopadu 1921 Svatý synod Moskevského patriarchátu ukončil svou podporu církve v Koreji a Japonská pravoslavná církev se vzdala jurisdikční autority. Tudíž se od roku 1946 Pravoslavná církev v Koreji organizovala jako farnost.
Roku 1947 došlo k vysvěcení třetího korejského kněze Alexeie Kima ale o tři roky později byl zajat a zmizel bez záznamu. Vzhledem ke korejské válce bylo pravoslavné křesťanské společenství rozptýleno a formální praxe víry byla narušena.
Nicméně roku 1953 vojenský kaplan archimandrita Andrew Halkiopulos z Řecké církve byl korejskými věřícími obeznámen o situaci a zařídil pro Soulskou farnost obnovení.
Následující rok byl korejský pravoslavný křesťan Boris Moon vysvěcen arcibiskupem Irenejem Japonským. Poté na Štědrý večer roku 1955 se církev jednomyslným rozhodnutím dostala pod juridikci Konstantinopolského patriarchátu.
Roku 1975 se archimadnrita Sotirios Trambas dobrovolně přihlásil ke službě v Korejské misii Ekumenického patriarchátu. V následujících letech založil klášter a několik farností, a to jak v Koreji, tak i na jiných místech Asie, a seminář.
Roku 1993 Svatý synod v Konstantinopoli zvolil archimandritu Sotiriose Trambasa biskupem Zelonu a pomocným biskupem Nového Zélandu. V této roli sloužil jako exarcha Korey. Dne 20. dubna 2004 byl exarchát povýšen na metropoli a biskup Sotirios se stal prvním metropolitou Korey.
Dne 28. května 2008 metropolita Sotirios z Koreje, první metropolita pravoslavné metropole v Koreji rezignoval a přijal titul metropolity Pisidie. Ve stejný den byl biskup Ambrosios ze Zelonu a pomocný biskup metropole zvolen novým metropolitou.
V současné době existuje 10 korejských pravoslavných farností s několika sty členy v Jižní Koreji a také dva kláštery. Navíc roku 2006 vláda Severní Korey podpořila vytvoření alespoň jedné pravoslavné farnosti Ruské pravoslavné církve v hlavním městě Pchjongjangu.

## Seznam metropolitů
- Sotirios Trambas (2004–2008) – (1993–2004 exarcha)
- Ambrosios (Zographos) (od 2008)